# Bengalia hastativentris
Bengalia hastativentris är en tvåvingeart som beskrevs av Senior-white 1923. Bengalia hastativentris ingår i släktet Bengalia och familjen spyflugor. Inga underarter finns listade i Catalogue of Life.